# Dauphin clymène
Stenella clymene
Pour les articles homonymes, voir Clymène.
Espèce
Statut de conservation UICN

 LC  : Préoccupation mineure
Statut CITES
Le Dauphin clymène est une espèce de mammifères odontocètes de la famille des Delphinidés.